# Constantin Kousnetzoff
Constantin Kousnetzoff, o Konstantín Pávlovich Kuznetsov (en ruso: Константин Павлович Кузнецов; 10 de agosto de 1863, Zhólnino, Gobernación de Nizhni Nóvgorod - 30 de diciembre de 1936, París) fue un pintor ruso que pasó gran parte de su carrera en Francia; conocido principalmente para sus paisajes naturales, urbanos y simbolistas en acuarela.

## Biografía
Nació de una familia adinerada de comerciantes que eran dueños de un negocio comercial con sedes en Astracán. Fue educado en su casa, donde aprendió a tocar el piano y la flauta. Su interés en pintar era inspirado por el tiempo que pasó en el campo. Sus primeras obras era en imitación de Iván Shishkin.
A mediados de 1892, ingresó a una academia de arte en Sarátov. Allí,  conoció a Víktor Borísov-Musátov y, en 1895, lo acompañó a París, donde ambos trabajaron en los estudios de Fernand Cormon. En 1899,  regresó a su hogar estando lo suficiente para casarse, volviendo a París en 1900. En aquel tiempo, se convirtió en el asistente de Ferdinand Humbert y su esposa, Alexandra, estudiando en la Académie Julian.
Ese mismo año, comenzó a hacer viajes frecuentes a Bretaña y Normandía, donde produjo más de 150 escenas costeras, y llegó a estar asociado con la Escuela de Barbizon (que se había encontrado por primera vez en Sarátov); frecuentemente pintaba con Jean Peské, asimismo emigrante ruso.
Continuó exhibiendo en Moscú y San Petersburgo y, de 1905, fue miembro de la "Asociación de Artistas de Moscú". En 1909,  diseñó conjuntos y escenarios para una producción de Pelléas et Mélisande por el Opéra-Comique, pero nunca llegaron a utilizarse.
Después de 1927, nunca dejó París; trabajando a lo largo del río Sena en Summer y en su estudio el resto del año. Durante ese periodo, su estilo empezó a apartarse del Impresionismo, con una paleta más oscura y contrastes más agudos. En los años treinta, se volvió a crear ilustraciones; notablemente para un especial, una edición numerada de lengua francesa de El viyi por Nikolái Gógol. Sus ilustraciones para varios trabajos por Pushkin nunca fueron publicadas.
Tras la muerte de su hijo mayor en 1933, su salud empezó a deteriorarse y falleció tres años después Grandes retrospectivas de su obra se llevaron a cabo en París en 1937, en los años sesenta, y en 1987.

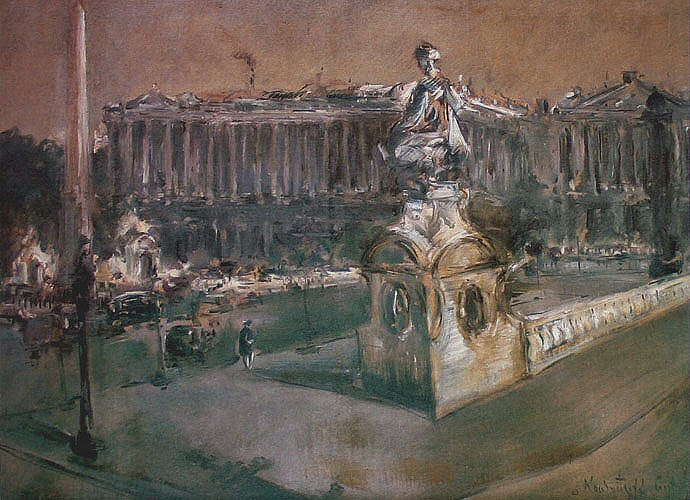
Palacio de la Concordia
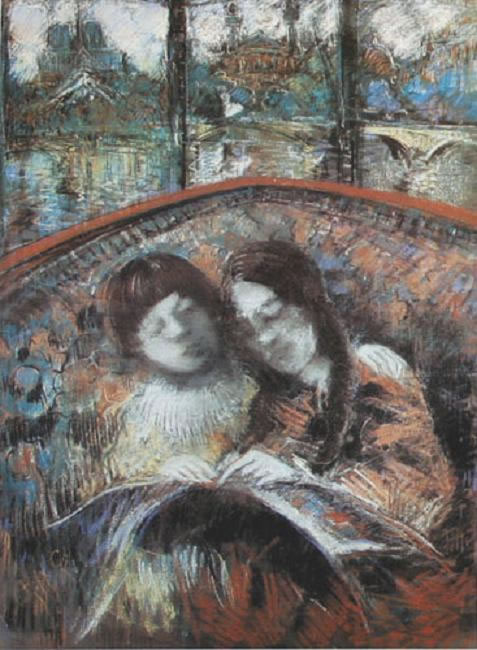
Las hijas de Kousnetzoff
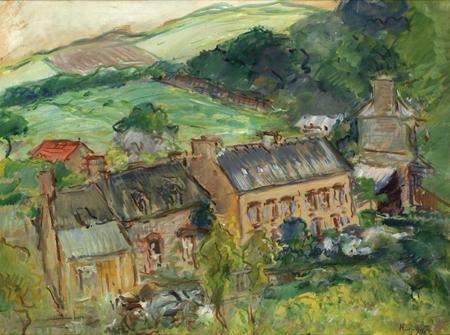
Una aldea en Bretaña
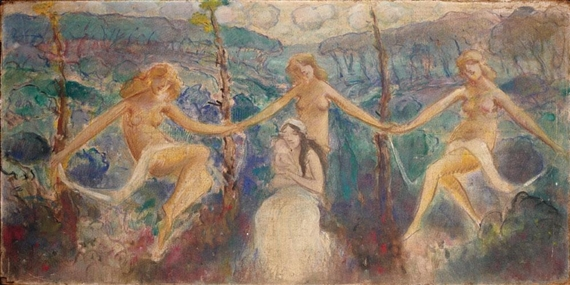
Danza
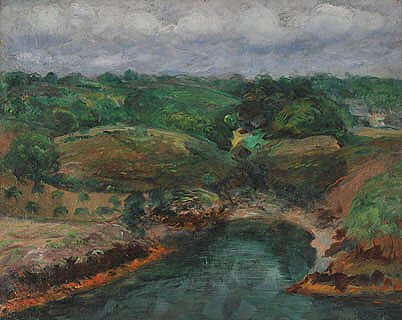
El río Bélon en Möelan-sur-Mer
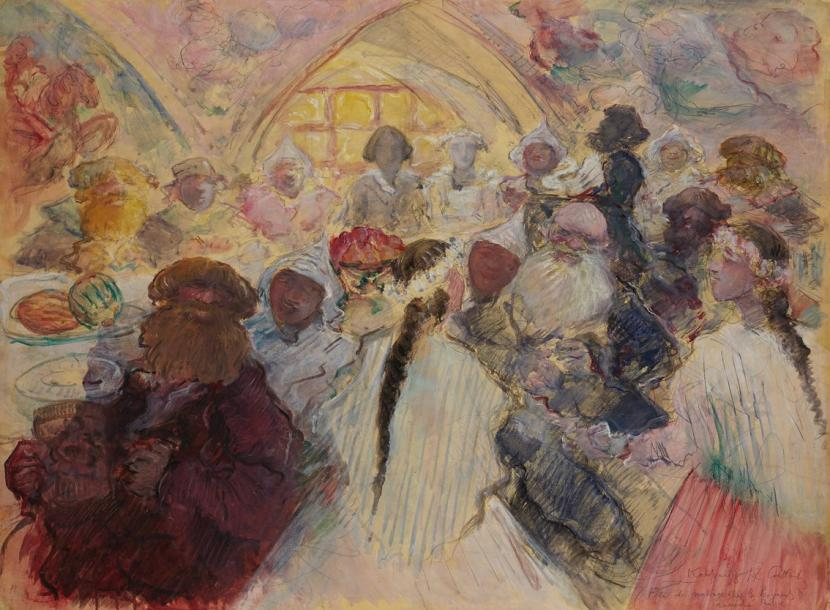
Fiesta de bodas